# Sabine Hildebrandt-Woeckel
Sabine Hildebrandt-Woeckel (* 26. November 1959 in Bremen) ist eine deutsche Journalistin und Buchautorin.

## Leben
Sabine Hildebrandt-Woeckel studierte  Kommunikationswissenschaften, Politik sowie Markt- und Werbepsychologie. Anschließend arbeitete sie bei der Zeitschrift „management & seminar“ und drei Jahre beim Göttinger Tageblatt. Seit 1993 ist sie als freie Journalistin und Buchautorin tätig. Sie schreibt vor allem zu Wirtschafts-, Gesellschafts- und Reisethemen.
Seit Ende der 1990er Jahre organisiert sie Jobmessen für Fach- und Führungskräfte. Seit 2010 ist sie Mitinhaberin von job40plus und kümmert sich um die Vermittlung von Fach- und Führungskräften. 2014 rief sie das Onlineportal „Karrierenews.de“ ins Leben, das sich an Arbeitnehmer richtet.
Als Journalistin schreibt sie unter anderem für Die Zeit, Frankfurter Allgemeine Zeitung, handwerk magazin und Deutsche Handwerks Zeitung.

## Schriften
- Der Weg nach oben. DTV München 1996, ISBN 3-423-36535-8.
- Karrierefalle Erziehungsurlaub. Rowohlt, Reinbek bei Hamburg 1999, ISBN 3-499-60713-1.
- Karriereberatung. Rowohlt, Reinbek bei Hamburg 1999, ISBN 3-499-60819-7.
- mit Peter Woeckel: Erfolgreich bewerben. Societäts-Verlag, Frankfurt am Main 1999, ISBN 3-7973-0719-5.
- Der erfolgreiche Jobwechsel. Gabler, Wiesbaden 2011, ISBN 978-3-8349-2034-8.